# The Kid
The Kid é um filme mudo estadunidense lançado em 1921, do gênero comédia dramática dirigido e estrelado por Charles Chaplin.

## Sinopse
Uma mãe solteira deixa um hospital de caridade com seu filho recém-nascido. A mãe percebe que ela não pode dar para seu filho todo o cuidado que ele precisa, assim ela prende um bilhete junto a criança, pedindo que quem o achar cuide e ame o seu bebê, e o deixa no banco de trás de um luxuoso carro. Entretanto, o veículo é roubado por dois ladrões, que, quando descobrem o menino, o abandonam no fundo de uma ruela. Sem saber de nada, um vagabundo faz o seu passeio matinal e encontra a criança. Inicialmente, o homem quer se livrar dele, mas diversos fatores sempre o impedem e, gradualmente, ele passa a amá-lo, decidindo criar o menino. Conforme os anos se passam, o garoto e o vagabundo se tornam uma dupla perfeita, o menino tacava pedras nas janelas alheias e as quebrava, enquanto o 'vagabundo'' passava pela rua trabalhando como vidraceiro e consertava as janelas, conseguindo assim, ganhar dinheiro mais facilmente. Juntos os dois passam por muitas lutas juntos, principalmente quando dois agentes do orfanato estadual tentam levar a criança, e a mãe, agora uma renomada cantora de ópera tenta reencontrar o filho e decide oferecer uma recompensa a quem o achar...

## Elenco
- Charles Chaplin .... O vagabundo
- Edna Purviance .... A mãe
- Jackie Coogan .... O garoto
- Baby Hathaway .... O garoto quando era um bebê
- Carl Miller .... O artista
- Granville Redmond .... O amigo
- Tom Wilson ....  O policial
- May White .... A esposa do policial
- Esther Ralston .... Extra na cena do paraíso[1]